# Уокер, Джон Уильям
Джон Уильям Уокер более известный под псевдонимом Джонни Уокер (англ. Johnnie Walker; 7 января 1894, Нью-Йорк — 5 декабря 1949, там же) — американский актёр и продюсер.

## Биография

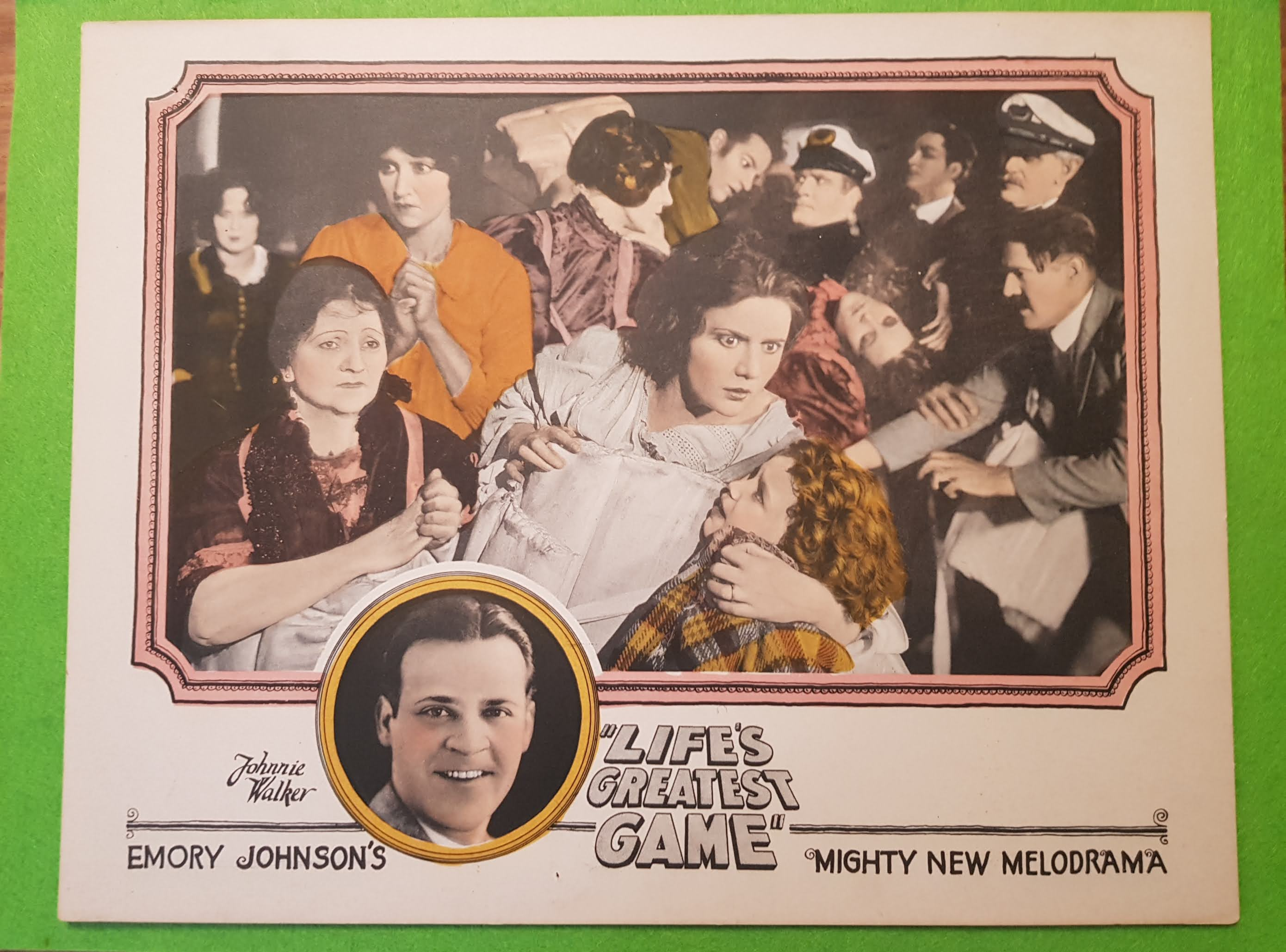
Джонни Уокер в фильме «Life’s Greatest Game». 1924

Популярный американский актёр эпохи немого кино. Родился в известной нью-йоркской ирландской семье. В 20-летнем возрасте начал творческую деятельность в шоу-бизнесе в качестве певца и танцора в водевилях. С 1915 года снимался в кино, сперва на студии Эдисона, затем перешел на Universal, после на Fox. Студия рекламировала его как «Любимого сына Америки», там он стал звездой немого кино. Сыграл в около 120 кинофильмах.
Считался самым стильным мужчиной в Голливуде. Был дважды женат на актрисах Мод Уэйн и Рене Паркер.

## Избранная фильмография
- Destruction (1915)
- Cohen’s Luck (1915)
- On Dangerous Paths (1915)
- Greater Than Fame (1920)
- Over the Hill to the Poorhouse (1920)
- Фантомас (сериал, 1920)
- Bachelor Apartments (1921)
- What Love Will Do (1921)
- Play Square (1921)
- Extra! Extra! (1922)
- Captain Fly-by-Night (1922)
- The Third Alarm (1922)
- The Fourth Musketeer (1923)
- Mary of the Movies (1923)
- Red Lights (1923)
- Broken Hearts of Broadway (1923)
- Children of Dust (1923)
- Fashionable Fakers (1923)
- The Mailman (1923)
- Wine of Youth (1924)
- Life’s Greatest Game (1924)
- The Mad Dancer (1925)
- Lena Rivers (1925)
- The Scarlet West (1925)
- Lilies of the Streets (1925)
- The Earth Woman (1926)
- Lightning Reporter (1926)
- Morganson’s Finish (1926)
- Transcontinental Limited (1926)
- Honesty — The Best Policy (1926)
- Fangs of Justice (1926)
- Старые броненосцы (1926)
- The Clown (1927)
- The Snarl of Hate (1927)
- Held by the Law (1927)
- Good Time Charley (1927)
- The Swell-Head (1927)
- The Princess on Broadway (1927)
- Wolves of the Air (1927)
- Pretty Clothes (1927)
- Rose of the Bowery (1927)
- So This Is Love? (1928)
- Идол дневных спектаклей (1928)
- Vultures of the Sea (1928)
- Melody Man (1930)
- Ladies of Leisure (1930)
- Ladies in Love (1930)
- The Girl of the Golden West (1930)
- Enemies of the Law (1931)
- The Swellhead (1931)